# Anca Vijan Graterol
Anca Vijan Graterol este o cântăreață și chitaristă română. S-a născut la 14 octombrie 1952, la București.

## Activitate
A făcut parte din formația rock feminină Catena, de la înființarea grupului în 1968, la București, până în toamna anului 1977, când a emigrat în Germania, la formația Phoenix (plecată din România în același an). Ajunsă aici, a încercat să refacă grupul în 1979 prin aranjarea unor „căsătorii de conveniență” pentru două colege de la Catena, Lidia Creangă Rich (baterie) și Ortansa Păun Elberg (saxofon, flaut, voc.). Formula era incompletă și negăsind între muzicienele germane noi membre, încercările de a reface grupul au eșuat. În 1981, odată cu stabilirea Ancăi Vijan Graterol la Hanovra, formația a fost refăcută alături de Ortansa Păun Elberg, Mela Surulescu Deutsch și axată pe un repertoriu de rock progresiv (secția ritmică era asigurată de intrumentiști bărbați). În 1984 a înființat prima formație feminină de heavy metal din Germania, Rosy Vista (restul fetelor fiind nemțoaice sau americane). Au scos două single-uri și două albume. Activitatea trupei s-a incheiat în 1991, din cauza unor probleme medicale ale solistei vocale, chiar înaintea unui turneu în Statele Unite ale Americii, unde urmau să fie trupa de deschidere a formației Scorpions.
La o reîntâlnire cu fetele de la Catena în 1991, Anca Vijan Graterol a refăcut formula veche alături de Lidia Creangă Rich, Ortansa Păun Elberg (care a învățat chitara bas în acest scop) și Păunița Ionescu Smith (voce). Formația și-a schimbat titulatura în Big Mama and The Kids și a activat în Germania, timp de aproximativ patru ani.
Anca Vijan Graterol deține un studio de înregistrare (sub numele Frida Park Studio) în Hanovra, unde activează ca producător, coach sau inginer de sunet. A editat mai multe discuri, fie versiuni cover, fie compoziții proprii.
Activează și-n prezent pe scenele din Germania, având trei formații, printre care și una cu numele de Catena.

## Discografie

### Albume
- You Better Believe It - 1986 (cu Rosy Vista)[10][11]
- Unbelievable – 2019 (cu Rosy Vista)[12][13]
- Forgotten Jewels – 2001 (solo)[14]
- 18 Years Vacation - 2004 (cu Catena)[15]
- A Cross to Line – 2018 (cu Ignore The Sign)[16]

### Singles
- Tables Are Turned / Rocking Trough The Night

(7") – 1986 (cu Rosy Vista)
- Sound Of Your Love / Tables Are Turned

(7") – 1986 (cu Rosy Vista)